# Lancôme (cosmètica)
Lancôme és una marca francesa de cosmètica i productes de luxe creada el 21 de febrer de l'any 1935 per Armand Petitjean, perfumer de París. El nom es va escollir per a la seva sonoritat «ben francesa» (com Vendôme o Brantôme). La marca és propietat de Lancôme Parfums et Beauté et Compagnie. Forma part del grup L'Oréal, que cotitza a la borsa.

## Història
Quan François Coty mor, Armand Petitjean abandona la casa Coty amb l'objectiu de crear la seva pròpia marca de perfums i cosmètics. A la seva propietat dels Vallières a Ciutat-de Avray, mobilitza un petit equip: els germans d'Ornano per la part comercial, Georges Delhomme què seria el creador dels flascons, Pierre Vélon, químic, i Édouard Breckenridge, jurista.
La denominació Lancôme ve de Lancosme, castell situat a Indre. Armand Petitjean va escollir com emblemes la rosa (per al perfum), l'angelet (per al maquillatge) i la flor de lotus (per a la cura).
La marca és llançada amb la creació de cinc perfums presentats en el transcurs de l'Exposició universal de 1935 a Brussel·les: Tropiques, Tendres Nuits, Kypre, Bocages i Conquête.
La fàbrica s'instal·la a Courbevoie i la botiga obre al 29 del carrer Faubourg-Saint-Honoré a París.
El 1942, Armand Petitjean va instal·lar l'escola Lancôme al 9 del Boulevard des Italiens, al 2n arrondissement de París. Es pretén formar tècnics que tinguin com a missió la conquesta de nous mercats a tot el món.
A l'Exposició universal de 1958 a Brussel·les, Lancôme rep una medalla d'or i un diploma d'honor.
L'any 1961, Armand Petitjean cedeix la direcció de la societat al seu fill Armand-Marcel Petitjean, que la torna a vendre a L'Oréal l'any 1964. Des d'aquesta data, Lancôme format part del grup L'Oréal en el si de la seva divisió dedicada als perfums i cosmètics en distribució selectiva.

## Llocs
Lancôme va instal·lar primerament la seva fàbrica a l'avinguda Marceau a Courbevoie (Altures-de-Sena) i la seva primera botiga al 29 del carrer Faubourg-Saint-Honoré al 8è de París.
La botiga del carrer del Faubourg-Saint-Honoré es va convertir posteriorment en l'Institut Lancôme, un local de bellesa.
A principis de la dècada de 1950, la fàbrica de Courbevoie es va quedar petita i Armand Petitjean va triar Chevilly-Larue per establir les noves Instal·lacions de Lancôme. La primera pedra es va posar a principis de 1957 i no va ser fins al 20 de juny de 1962 per a la inauguració del petit Versalles de la perfumeria en presència de la Guàrdia Republicana, personalitats polítiques i parisences i no menys de 1.500 convidats. Els edificis estan envoltats per un enorme jardí de roses.
La fàbrica SICOS (per a Societat Industrial de Cosmètiques) és inaugurada a Caudry (Nord) l'any 1970.

## Cooperacions
Des de 1970 fins a 2003, Lancôme fou patrocinador d'un torneig de golf professional, el Trofeu de les Champions el qual va esdevenir ràpidament el Trofeu Lancôme. Es duia a terme tots els anys, durant la tardor, al golf de Sant-Nom-la-Bretèche. Aquest torneig és una de les més prestigioses manifestacions esportives, tant d'un punt de vista esportiu com publicitari.

## Màrqueting digital a Lancôme
El màrqueting digital s'utilitza per establir relacions amb els clients i interactuar amb ells a temps. El mercat de Lancôme està format principalment per dones de quaranta anys, el mercat de dones més joves s'han convertit en el seu nou objectiu.

## Maquilladors
Lancôme ha col·laborat amb diversos maquilladors. Fred Farrugia va crear 13 col·leccions de colors durant el seu mandat com a director de maquillatge artístic (1997-2004). La seva col·lecció Pollen el 2000 va introduir la primera brillantor de llavis de la indústria en un tub: Juicy Tubes.
Lancôme compta amb diversos maquilladors de primera línia que la representen, Aaron De Mey i Sandy Linter. Sandy és l'expert Bellesa a totes les edats de Lancôme, i Aaron és el director artístic nacional de maquillatge de Lancôme. Aaron De Mey ja no és el director artístic de Lancome. Lancôme UK ha signat recentment a Alex Babsky per ser l'ambaixador del maquillatge del Regne Unit de la marca.
Lancôme Makeup va anunciar el gener del 2015 que la maquilladora britànica Lisa Eldridge va ser nomenada directora creativa global.

## Polèmica

### Hong Kong
El 5 de juny de 2016, Lancôme va cancel·lar un concert promocional de la cantant prodemocràcia de Hong Kong Denise Ho que estava previst que se celebrés el 19 de juny a Sheung Wan. La cancel·lació es va deure a una campanya de boicot iniciada pel Global Times controlat pel Partit Comunista, que va denigrar l'estrella de Cantopop per suposadament defensar la independència de Hong Kong i el Tibet. Lancôme va publicar a Facebook que Ho no és un portaveu de la marca. La cancel·lació va provocar una forta reacció a Hong Kong, cosa que va provocar que algunes botigues de Lancôme a Hong Kong es tanquessin durant les protestes. Alguns comerciants de Hong Kong es van negar a acceptar la pressió política del govern xinès. Listerine, una altra marca que representa Ho, va retenir la cantant malgrat les crítiques del Global Times per contractar a Ho com a portaveu. Ho va acabar tocant el concert sense el suport de Lancôme.

## Productes

### Perfums
- - Bocages
  - Conquête
  - Kypre
  - Tendres Nuits
  - Tropiques
  - Cachet Bleu (eau de cologne)
  - Étiquette Noire (eau de cologne)
- 1936 : Révolte (qui deviendra Cuir en 1939)
- 1937 :
  - Peut-Être
  - Gardénia
- 1938 : Flèches
- 1939 :
  - Chèvrefeuille
  - Cuir (nouveau nom de Révolte)
- 1943 : La Vallée Bleue
- 1945 : Lavandes
- 1946 : Marrakech (flacon signé Marc Lalique)
- 1947 :
  - Bel Automne
  - Joyeux Été
- 1950 : Magie
- 1952 :
  - Trésor
  - Plaisir 
  - Grâces du Printemps
- 1957 :
  - Envol
  - Flèches D'Or
- 1959 :
  - Spoutnik
  - Fêtes de l'Hiver
- 1967 : Climat
- 1968 : Balafre
- 1969 : Ô de Lancôme
- 1971 : Sikkim
- 1974 : Balafre Vert
- 1977 :
  - Arômes et Moi (collection)
  - Balafre Internationale
- 1978 : Magie Noire
- 1982 : Trophée Lancôme
- 1985 : Sagamore
- 1986 : Ô Intense
- 1990 : Trésor (nouveau flacon)
- 1995 : Poême
- 1996 : Ô pour Homme
- 1998 :
  - Chrysalide Now Or Never
  - Ô Oui !
  - Rouge
- 2000 :
  - Miracle
  - Aroma Tonic
  - Aroma Calm
- 2001 :
  - Miracle Homme
  - Aroma Fit
- 2003 :
  - Attraction
  - Connexion
  - Miracle Intense
  - Miracle L'Aquatonic
  - Aroma Source
  - Calypso
- 2004 :
  - Attraction le Parfum
  - Miracle So Magic !
- 2005 :
  - Hypnôse
  - Climat (réédition)
  - Attraction Summer (édition limitée)
  - Sagamore (réédition)
  - Sikkim (réédition)
  - Trésor Plantilla:15e (édition limitée)
- 2006 : Miracle Forever
- 2007 : Hypnôse Homme
- 2008 : Magnifique
- 2010 :
  - Trésor in Love
  - Ô d'Azur
- 2011 :
  - Trésor Midnight Rose
  - Ô de l'Orangerie
- 2012 : La Vie est belle
- 2015 : La Nuit Trésor

L'any 2014, La Vie est belle és el perfum per a dones més venut a França (5,3 % de les vendes totals del sector), destronant així el perfum Adoro de Dior (marca del grup LVMH) fins a aquell moment, líder a França. La seva posició és la mateixa l'any següent, encara en el primer lloc en facturació.

### Cures
- 1936: Nutrix
- 1955: Océane
- 1965: Absoluta
- 1972: Hydrix
- 1977: Progrés
- 1986: Niosôme
- 1989: Noctosôme
- 1992: Rénergie
- 1998: Blanc Expert
- 2009: Génifique
- 2011: Visionnaire

Hydra-Zen, UV Expert, High-Resolució, Bienfait Multivital, Secret de Vida, Vitabolic, Re-Superfície, Primordial, Tenyit Visionnaire, Dreamtone

### Maquillatge
- 1938: Rose de França (vermella a llavis)
- 1951: gamma Orfebreries (Clau de Coqueta, Ménestrel i Llarga Vista)
- 1967: Lancômatique (màscara)